# Eva Schnare
Eva Schnare (* 1958 in Wilhelmshaven) ist eine deutsche Filmeditorin.

## Leben
Zunächst studierte Eva Schnare Literaturwissenschaft, bevor sie zum Filmschnitt wechselte. Seit 1990 ist sie als Editorin für die Montage von über 40 Langfilmen verantwortlich, hauptsächlich Fernsehspiele, aber auch einige Kinofilme. Sie arbeitet regelmäßig mit den Regisseuren Roland Suso Richter (erstmals bei Buddies – Leben auf der Überholspur, 1996) und Hermine Huntgeburth zusammen.
Eva Schnare ist Mitglied der Deutschen Filmakademie und im Bundesverband Filmschnitt Editor e. V. (BFS).

## Filmografie (Auswahl)
- 1995: Tatort: Tod eines Polizisten (Fernsehreihe)
- 1996: Buddies – Leben auf der Überholspur
- 1998: Die Bubi-Scholz-Story
- 1999: Sara Amerika
- 1999: Schlaraffenland
- 2000: Eine Hand voll Gras
- 2001: Der Tunnel (Version TV-Zweiteiler)
- 2002: Das Duo: Im falschen Leben
- 2002: Geht nicht gibt’s nicht
- 2002: Die Affäre Semmeling (Fernsehsechsteiler, 1 Folge)
- 2003: Unter Verdacht: Eine Landpartie
- 2003: Die fremde Frau
- 2004: Der Boxer und die Friseuse
- 2004: Männer wie wir
- 2004: Porzellan
- 2005: Die weiße Massai
- 2006: Väter, denn sie wissen nicht, was sich tut
- 2007: Teufelsbraten
- 2009: Effi Briest
- 2009: Jenseits der Mauer
- 2009: Das Glück ist eine ernste Sache
- 2010: Amigo – Bei Ankunft Tod
- 2010: Neue Vahr Süd
- 2011: Tom Sawyer
- 2011: Der Verdacht
- 2012: Eine Frau verschwindet
- 2012: Die Abenteuer des Huck Finn
- 2012: Eine Hand wäscht die andere
- 2013: George
- 2013: Bella Block: Angeklagt
- 2014: Helen Dorn: Das dritte Mädchen
- 2014: Helen Dorn: Unter Kontrolle
- 2014: Die Zeit mit Euch
- 2015: Der verlorene Bruder
- 2015: Silvia S. – Blinde Wut
- 2015: Ein großer Aufbruch
- 2015: Einmal Hallig und zurück (Fernsehfilm)
- 2016: Ein Kommissar kehrt zurück
- 2016: Neu in unserer Familie – Zwei Eltern zu viel
- 2016: Neu in unserer Familie – Ein Baby für alle
- 2016: Polizeiruf 110: Sumpfgebiete
- 2017: Ellas Baby
- 2017: Meine fremde Freundin
- 2018: Tödliches Comeback
- 2019: Erzgebirgskrimi – Der Tote im Stollen
- 2020: Lindenberg! Mach dein Ding
- 2020: Unterleuten – Das zerrissene Dorf
- 2021: Ruhe! Hier stirbt Lothar
- 2021: Tod von Freunden (Miniserie, 7 Folgen)
- 2023: Sophia, der Tod und ich
- 2023: Laufen
- 2023: Weißt du noch
- 2025: Spuren (Miniserie)

## Auszeichnungen
- 1998 Deutschen Kamerapreis in der Kategorie (Kinofilm/Fernsehfilm) für Die Bubi-Scholz-Story[3]
- 2020: Preis der Deutschen Akademie für Fernsehen in der Kategorie Filmschnitt für Unterleuten – Das zerrissene Dorf